# Charles Evans Hughes
Charles Evans Hughes, född 11 april 1862 i Glens Falls, New York, USA, död 27 augusti 1948 i Osterville, Massachusetts, var en amerikansk politiker och jurist. 
Hughes var under sin karriär New Yorks guvernör, domare i USA:s högsta domstol, Republikanernas presidentkandidat 1916, USA:s utrikesminister samt USA:s chefsdomare, alltså ordförande i Högsta domstolen, 1930-1941. 

## Biografi
Fadern var en metodistpräst från Wales som konverterade till baptism när han anlände till USA. Också Charles Evans Hughes var baptist. Han tröttnade på skolan i sexårsåldern och gav sina föräldrar en plan för hemundervisning som blev accepterad. Strax innan han fyllde 12 år flyttade familjen till New York och han fick gå i skola igen.
Han studerade vid Madison College (numera Colgate University) och Brown University. Efter studierna undervisade han i ett år vid Delaware Academy i Delhi, New York för att tjäna pengar för juridikstudier. Han avlade juristexamen vid Columbia University 1884. Han gifte sig 1888 med Antoinette Carter. Paret fick en son och två döttrar.
1884–1891 verkade hans om praktiserande jurist i New York, var därefter universitetsprofessor 1891–93, innan han återgick till en verksamhet inom juridiken i den privata sektorn. Han hade som sådan ett stort anseende, och valdes 1906 till republikanernas guvernörskandidat.
Han var New Yorks guvernör från 1907 till 1910 och därefter som domare i USA:s högsta domstol 1910–1916. Han lämnade högsta domstolen för att bli republikanska partiets presidentkandidat i 1916 års presidentval. Han förlorade knappt mot sittande presidenten Woodrow Wilson. Han tjänstgjorde som USA:s utrikesminister 1921–1925 under presidenterna Warren G. Harding och Calvin Coolidge och företrädde USA:s intressen under Washingtonkonferensen 1921–22.
President Herbert Hoover utnämnde honom 1930 till chefsdomare i USA:s högsta domstol. I domstolen ansåg han ofta tillsammans med Louis Brandeis, Harlan Fiske Stone och Benjamin N. Cardozo att Franklin D. Roosevelts New Deal-lagar inte stred mot grundlagen. Han motsatte sig dock Rooseveltadministrationens plan att utnämna fler domare än som var traditionellt föreskrivet. Detta var en strid som han gick segrade igenom. Han gick i pension 1941 och dog sju år senare i Massachusetts.
Han förestavade presidenteden för Franklin D. Roosevelt tre gånger (1933, 1937 och 1941) .